# Ґерд-Поште
Ґерд-Поште (перс. گردپشته) — село в Ірані, у дегестані Блукат, у бахші Рахматабад-о-Блукат, шагрестані Рудбар остану Ґілян. За даними перепису 2006 року, його населення становило 109 осіб, що проживали у складі 26 сімей.

## Клімат
Середня річна температура становить 14,36°C, середня максимальна – 28,34°C, а середня мінімальна – 0,26°C. Середня річна кількість опадів – 851 мм.
| Клімат поселення                              | Клімат поселення | Клімат поселення | Клімат поселення | Клімат поселення | Клімат поселення | Клімат поселення | Клімат поселення | Клімат поселення | Клімат поселення | Клімат поселення | Клімат поселення | Клімат поселення | Клімат поселення |
| Показник                                      | Січ.             | Лют.             | Бер.             | Квіт.            | Трав.            | Черв.            | Лип.             | Серп.            | Вер.             | Жовт.            | Лист.            | Груд.            |                  |
| Середній максимум, °C                         | 12,04            | 11,80            | 12,84            | 17,46            | 21,22            | 26,89            | 28,34            | 28,24            | 23,64            | 20,70            | 17,07            | 12,37            |                  |
| Середня температура, °C                       | 6,29             | 6,03             | 7,09             | 11,70            | 15,43            | 21,13            | 24,07            | 23,96            | 19,36            | 16,44            | 12,80            | 8,08             |                  |
| Середній мінімум, °C                          | 0,50             | 0,26             | 1,31             | 5,94             | 9,67             | 15,36            | 19,79            | 19,68            | 15,08            | 12,16            | 8,50             | 3,81             |                  |
| Норма опадів, мм                              | 84               | 71               | 80               | 55               | 40               | 24               | 23               | 39               | 79               | 122              | 115              | 119              |                  |
| Середньомісячна швидкість вітру, м/с          | 2.26             | 2.60             | 2.42             | 2.47             | 2.30             | 2.40             | 2.50             | 2.28             | 2.07             | 1.99             | 2.00             | 2.20             |                  |
| Середньомісячна сонячна радіація, кДж/м²·день | 7246             | 9427             | 11415            | 15856            | 19962            | 22136            | 22758            | 19401            | 16065            | 11306            | 8898             | 6951             |                  |
| --------------------------------------------- | ---------------- | ---------------- | ---------------- | ---------------- | ---------------- | ---------------- | ---------------- | ---------------- | ---------------- | ---------------- | ---------------- | ---------------- | ---------------- |
| Джерело:                                      |                  |                  |                  |                  |                  |                  |                  |                  |                  |                  |                  |                  |                  |